# Constantino Diógenes (hijo de Romano IV)
Constantino Diógenes (en griego: Κωνσταντίνος Διογένης; fallecido en 1073) fue uno de los hijos del emperador bizantino Romano IV Diógenes.
Era hijo de Romano con su primera esposa Ana, hija de Alusiano,  y por lo tanto excluido de la línea de sucesión cuando su padre se casó con la emperatriz viuda Eudoxia Macrembolita en 1068. Recibió su nombre en honor a su abuelo, el general Constantino Diógenes.
La entonces curopalatisa Ana Dalaseno (más tarde, regente del imperio), esposa del hermano del difunto emperador Isaac I Comneno, despreciaba a la familia imperial Ducas. Según las percepciones de Ana Dalaseno, los hombres Ducas habían usurpado la dignidad imperial engañando al emperador Isaac para que dimitiera y a su marido, el curopalate Juan Comneno, para que rechazara el trono. Ana Dalaseno esperaba que los hombres Ducas llevaran al país a problemas militares. En consecuencia, conspiró con Romano Diógenes y otros para hacer a un lado al menor de edad Miguel VII Ducas. Romano Diógenes fue elevado al trono imperial, teniendo que casarse con la emperatriz viuda Ducas, Eudoxia Macrembolita. Como señal de fuerza de los partidarios aliados y de Romano IV, se organizó el matrimonio de Constantino Diógenes. El hijo del emperador Romano recibió a la hija del curopalate Juan Comneno y la curopalatisa Ana Dalaseno como su esposa. El matrimonio fue una de las señales del bando contrario a Ducas. Se casó con Teodora Comnena, hermana del posterior emperador Alejo I Comneno, en algún momento durante el reinado de su padre.
Constantino cayó en batalla en 1073. Un aventurero se hizo pasar por él o su hermano en la década de 1090 e invadió el Imperio bizantino con la ayuda de los cumanos en 1095. 